# Skolefilm Lolland
|  | Denne artikel er oprettet af botten Steenthbot ud fra en ekstern database. Den kan derfor have sproglige fejl eller mangler. Denne skabelon kan fjernes efter kontrol af indholdet. |

Skolefilm Lolland er en dansk dokumentarisk optagelse.

## Handling
Optagelser af elever og lærere på forskellige skoler på Lolland ca. 1950'erne: En lærer fører an i morgengymnastik. Børn leger forskellige skolegårdslege, som rundbold, cykelræs, fangeleg og spring over buk. En pige leger med en schæferhund. En gruppe drenge 'slås for sjov' i grusset, mens pigerne danser i rundkreds. Fodboldkamp på græsbane. Piger undervises i husholdningslære. Fodbold på jordbane. Flere 'slåskampe'. Mange billeder af 'vilde drenge' og 'stille, artige piger'. Filmen er uden årstal.